# جيم براكستون
جيم براكستون (بالإنجليزية: Jim Braxton)‏ هو لاعب كرة قدم أمريكية أمريكي، ولد في 23 مايو 1949 في فاندربلت في الولايات المتحدة، وتوفي في 28 يوليو 1986 في بوفالو في الولايات المتحدة.

## وصلات خارجية
- جيم براكستون على موقع مرجع كرة القدم المحترفة.كوم (الإنجليزية)